# 奧利菲克 (北卡羅萊納州)
奧利菲克（英語：Olyphic）是位於美國北卡羅萊納州哥倫布縣的非建制地區。

## 歷史
奧利菲克的郵局於1923年設立，其後於1949年停運。

## 地理
奧利菲克所處的海拔為高於海平面12米（即39英呎），而該地所採用的時區為UTC-5，即北美东部时区（EST）。同時該地設有夏令時間，為UTC-5調快一小時，即UTC-4（EDT）。